# Adrian Denss
Adrian Denss  (geboren in Antwerpen) was een Vlaams/Duits contrapuntist en luitenist uit eind 16e eeuw, begin 17e eeuw.
Van hem is een werk bekend, het uit 1594 stammende verzamelwerk Florilegium. Hij zou volgens Fétis nog een viertal motetten, tachtig napolitaines, elf fantaisies en vijftig dansen hebben geschreven voor de luit. Hij zou een leerling zijn geweest van Emmanuel Adriaenssen.
- Biografisch Portaal: 98519792
- Digitale Bibliotheek voor de Nederlandse Letteren: dens001
- Gemeinsame Normdatei: 118677780
- International Standard Name Identifier: 0000 0000 5535 9150
- Library of Congress Control Number: n94026660
- MusicBrainz: 15dc91df-f67a-41e4-8f48-29ed99d9e5c1
- Nederlandse Thesaurus van Auteursnamen: 149316933
- Virtual International Authority File: 70617781
- WorldCat: E39PBJB8qVBgYyvbf7RGVhBByd